# Chiesa di San Lorenzo (Corniglio, Pugnetolo)
La chiesa di San Lorenzo è un luogo di culto cattolico dalle forme neoclassiche, situato in via Faliero Cerdelli 11 a Pugnetolo, frazione di Corniglio, in provincia e diocesi di Parma; è sede di una parrocchia compresa nella zona pastorale della Montagna.

## Storia
Il luogo di culto originario fu edificato in epoca altomedievale nei pressi del castello di Pugnetolo, sulla cima del groppo che domina la Val Parma; la più antica testimonianza della sua esistenza risale al 995, quando Bernardo, figlio di Gherardo, donò ai canonici del capitolo della Cattedrale di Parma metà della corte di Penitolo, comprendente il castrum e la cappella dedicata a san Lorenzo.
La capelle de Pignedulo fu successivamente citata nel 1230 nel Capitulum seu Rotulus Decimarum della diocesi di Parma, tra le dipendenze della pieve di Beduzzo.
Così come il vicino castello, l'antico luogo di culto fu abbandonato nei secoli successivi e cadde in rovina già nel XV secolo; fu successivamente ricostruito in forme più modeste all'interno del centro abitato posto più a valle del groppo.
Entro il 1564 la chiesa fu elevata a sede parrocchiale autonoma.
In seguito, l'edificio, che nella seconda metà del XVII secolo risultava ancora spoglio e privo di cappelle, fu sottoposto ad alcuni rimaneggiamenti, testimoniati dalla visita pastorale del 1829 del vescovo di Parma Remigio Crescini, che annotò la presenza di due cappelle laterali.

## Descrizione

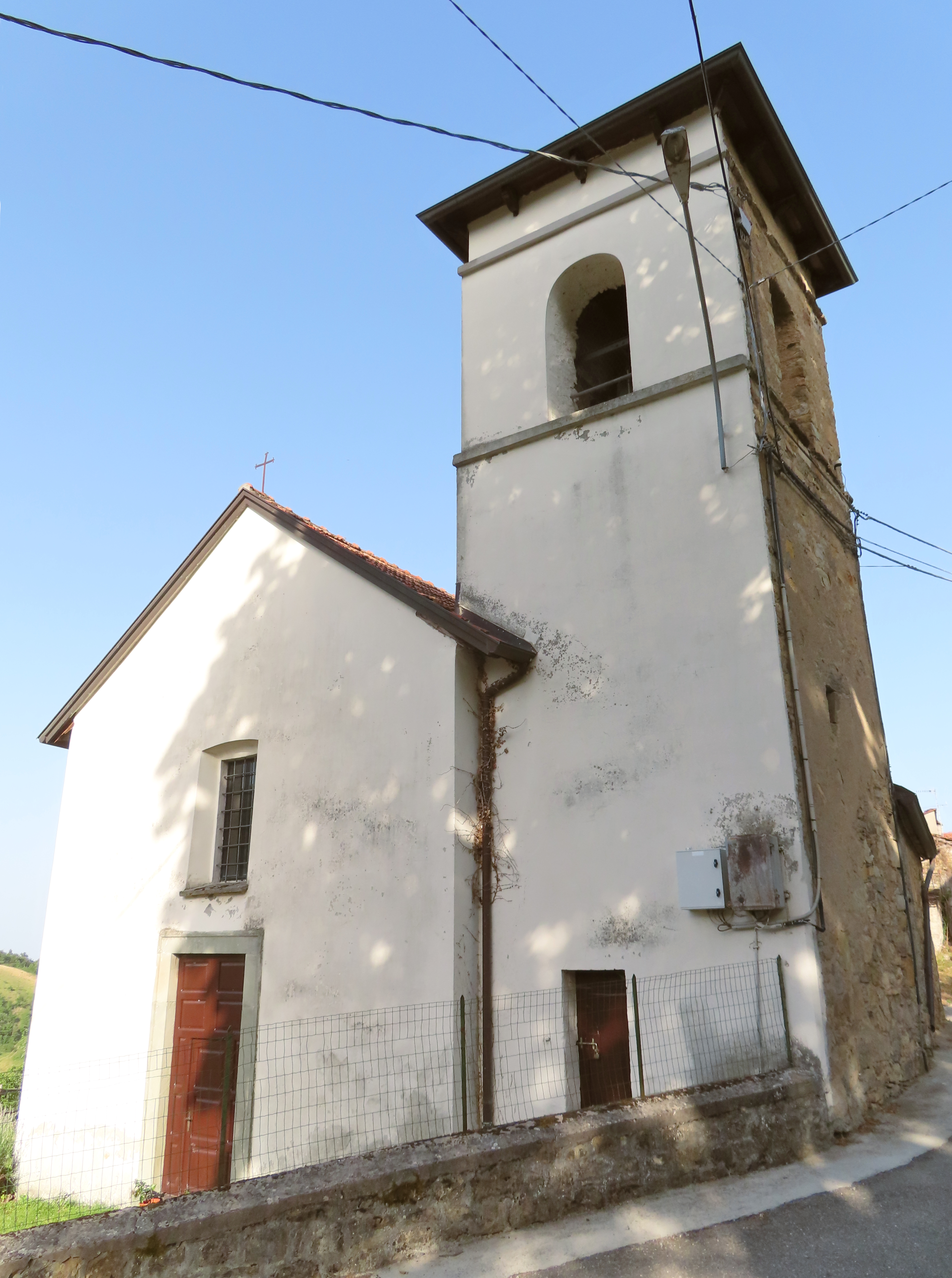
Facciata

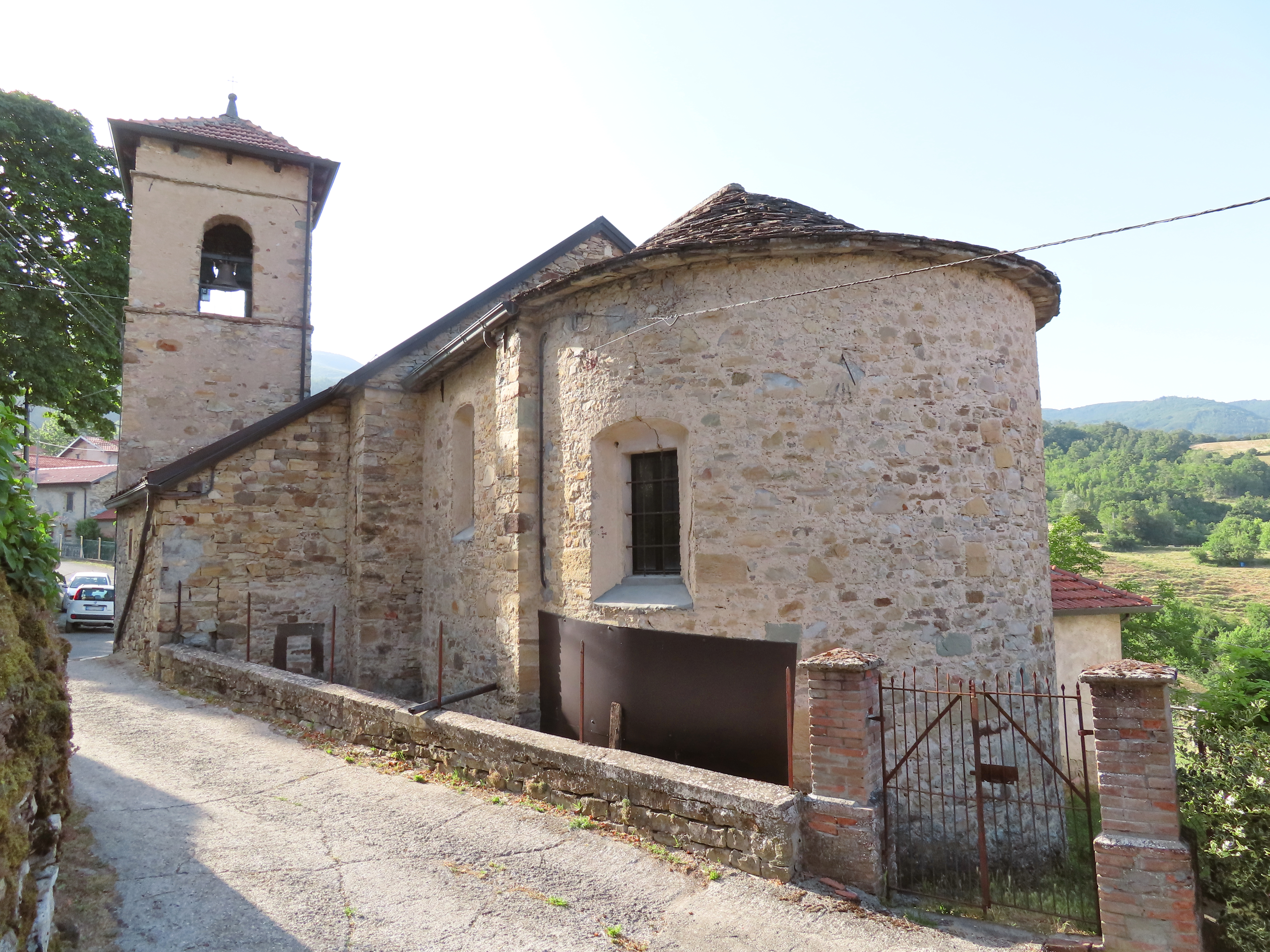
Abside e lato sud

La chiesa si sviluppa su un impianto a navata unica affiancata da una cappella per lato, con ingresso a ovest e presbiterio absidato a est.
La semplice e simmetrica facciata a capanna, interamente intonacata, presenta nel mezzo il portale d'ingresso, delimitato da una cornice in pietra e sormontato da una finestra leggermente strombata. Sulla destra si eleva il campanile intonacato, con cella campanaria affacciata sulle quattro fronti attraverso monofore ad arco a tutto sesto.
I fianchi e il lungo presbiterio absidato, rivestiti in pietra, presentano sul fondo alcune aperture strombate ad arco ribassato.
All'interno la navata, coperta da una volta a botte, è affiancata da coppie di lesene doriche a sostegno del cornicione perimetrale modanato; le cappelle laterali si affacciano sull'aula attraverso ampie arcate a tutto sesto.
Il presbiterio, lievemente sopraelevato, è preceduto dall'arco trionfale, retto da paraste doriche; l'ambiente, coronato da due volte a crociera dipinte, ospita nel mezzo l'altare maggiore a mensa in metallo, aggiunto intorno al 1980; sul fondo l'abside, illuminata da due finestre laterali, è sormontata da catino con spicchi a vela lunettati.